# Magyar női labdarúgókupa
A magyar női labdarúgókupa (rövid nevén: magyar kupa) a magyar bajnokság után a második legrangosabb hazai versenysorozat. A kupát 1992-ben írták ki először, összesen 25 alkalommal rendezték meg, a lebonyolítási formát pedig többször módosították. A legsikeresebb kupacsapat a trófeát hatszor elhódító Ferencvárosi TC.

## Története
A Magyar Labdarúgó-szövetség 1992-ben írta ki először a női labdarúgókupát. Az első győztes a Renova csapata volt, mely abban az évben a bajnokságot és a szuperkupát is megnyerte.
Az 1993–94-es, a 2005–06-os és a 2006–07-es idényben nem került megrendezésre a kupasorozat, a 2019–20-as kiírást pedig a koronavírus-járvány miatt törölte az MLSZ.

## Döntők
| Döntő éve | Győztes                             | Vesztes                             | Eredmény                            | Helyszín                                  | Megjegyzés                          |                                     |
| --------- | ----------------------------------- | ----------------------------------- | ----------------------------------- | ----------------------------------------- | ----------------------------------- | ----------------------------------- |
| 1993      | Renova Spartacus SE                 | Pécsi Fortuna SE                    | ?                                   | ?                                         |                                     |                                     |
| 1994      | –                                   | –                                   | –                                   | –                                         | –                                   |                                     |
| 1995      | Pécsi Fortuna FC                    | Szegedi Boszorkányok                | 4–1 (?–?)                           | ?                                         |                                     |                                     |
| 1996      | Femina                              | László Kórház                       | 2–0 (0–0)                           | ?                                         |                                     |                                     |
| 1997      | Pécsi Fortuna FC                    | FC Eger                             | 5–0 (1–0)                           | Hungária körút                            | 400 néző                            |                                     |
| 1998      | László Kórház SC                    | Renova                              | 1–1 (?–?), b: 3–1                   | Nyíregyháza                               |                                     |                                     |
| 1999      | László Kórház SC                    | Renova                              | 6–1 (?-?)                           | ?                                         |                                     |                                     |
| 2000      | László Kórház SC                    | Femina                              | 2–0 (?–?)                           | ?                                         |                                     |                                     |
| 2001      | Renova                              | FC Eger                             | 4–2 (?–?)                           | ?                                         |                                     |                                     |
| 2002      | Renova-Mega Toys                    | Auto Trader-Femina                  | 4–2 (1–0)                           | Szőnyi út                                 | 400 néző                            |                                     |
| 2003      | László Kórház SC                    | MTK Hungária FC                     | 3–3 [?–?) t: ?–?                    | ?                                         |                                     |                                     |
| 2004      | Saturnus-László Kórház              | Íris-Hungaro-Kábel                  | 4–1 (2–1)                           | Vízművek pálya, Budapest                  | 200 néző                            |                                     |
| 2005      | MTK                                 | Saturnus-László Kórház              | 4–0 (2–0)                           | Vízművek pálya, Budapest                  | 100 néző                            |                                     |
| 2006      | –                                   | –                                   | –                                   | –                                         | –                                   |                                     |
| 2007      | –                                   | –                                   | –                                   | –                                         | –                                   |                                     |
| 2008      | WHC Viktória                        | MTK                                 | 3–2 (?–?)                           | ?                                         |                                     |                                     |
| 2009      | Viktória FC                         | Győri Dózsa SE                      | 2–1 (2–0)                           | ETO Park, Győr                            |                                     |                                     |
| 2010      | MTK                                 | Ferencvárosi TC                     | 2–0 (1–0)                           | Széktói Stadion, Kecskemét                | 100 néző                            |                                     |
| 2011      | Viktória FC                         | MTK                                 | 1–0 (0–0)                           | Rákóczi Stadion, Kaposvár                 | 500 néző                            |                                     |
| 2012      | Astra HFC                           | Viktória FC                         | 2–1 (0–0)                           | Balatonfüredi FC Sporttelep, Balatonfüred |                                     |                                     |
| 2013      | MTK                                 | Astra HFC                           | 2–0 (0–0)                           | Sóstói Stadion, Székesfehérvár            |                                     |                                     |
| 2014      | MTK                                 | Ferencvárosi TC                     | 4–3 (3–1)                           | DVTK-stadion, Miskolc                     |                                     |                                     |
| 2015      | Ferencvárosi TC                     | MTK                                 | 1–1 (0–1) b:4-3                     | Nagyerdei stadion, Debrecen               |                                     |                                     |
| 2016      | Ferencvárosi TC                     | Budapest Honvéd                     | 5–0 (2–0)                           | Tiszaligeti Stadion, Szolnok              | 500 néző                            |                                     |
| 2017      | Ferencvárosi TC                     | ETO FC Győr                         | 6–0 (4–0)                           | Hidegkuti Nándor Stadion, Budapest        |                                     |                                     |
| 2018      | Ferencvárosi TC                     | Diósgyőri VTK                       | 3–1 (4–0)                           | Hidegkuti Nándor Stadion, Budapest        | 1100 néző                           |                                     |
| 2019      | Ferencvárosi TC                     | Diósgyőri VTK                       | 4–3 (2–2)                           | Hidegkuti Nándor Stadion, Budapest        | 1200 néző                           |                                     |
| 2020      | A koronavírus-járvány miatt törölve | A koronavírus-járvány miatt törölve | A koronavírus-járvány miatt törölve | A koronavírus-járvány miatt törölve       | A koronavírus-járvány miatt törölve | A koronavírus-járvány miatt törölve |
| 2021      | Ferencvárosi TC                     | Astra                               | 5–1 (2–1)                           | Hidegkuti Nándor Stadion, Budapest        | 150 néző                            |                                     |
| 2022      | ETO FC Győr                         | Haladás Viktória                    | 1–0 (0–0)                           | Hidegkuti Nándor Stadion, Budapest        | 400 néző                            |                                     |
| 2023      | ETO FC Győr                         | Puskás Akadémia                     | 4–1 (0–1)                           | Hidegkuti Nándor Stadion, Budapest        |                                     |                                     |
| 2024      | ETO FC Győr                         | MTK Budapest                        | 1–1 (1–1) b:3-2                     | Hidegkuti Nándor Stadion, Budapest        |                                     |                                     |
| 2025      | ETO FC Győr                         | MTK Budapest                        | 2–2 (1–1) b:3-1                     | Hidegkuti Nándor Stadion, Budapest        | 600 néző                            |                                     |

## Győzelmek száma
| Klub neve        | Győzelem | Győzelem éve                       |
| ---------------- | -------- | ---------------------------------- |
| Ferencvárosi TC  | 6        | 2015, 2016, 2017, 2018, 2019, 2021 |
| László Kórház SC | 5        | 1998, 1999, 2000, 2003, 2004       |
| ETO FC Győr      | 4        | 2022, 2023, 2024, 2025             |
| MTK Budapest     | 4        | 2005, 2010, 2013, 2014             |
| Renova FC        | 3        | 1993, 2001, 2002                   |
| Viktória FC      | 3        | 2008, 2009, 2011                   |
| Pécsi Fortuna FC | 2        | 1995, 1997                         |
| 1. FC Femina     | 1        | 1996                               |
| Astra HFC        | 1        | 2012                               |